# Parinibbana
Het parinibbāna (Pali; Sanskriet: parinirvana, compleet nirwana) is het fysiek overlijden en het definitief uiteenvallen van de vijf khandhas van iemand die het nirwana of nibbāna behaald heeft, een boeddha of een arahant.
Bij het overlijden van iemand die het nirwana bereikt heeft, vindt volgens het boeddhisme totale onthechting van de wereld plaats en is deze niet meer onderhevig aan de resultaten van oud karma. Er vindt ook geen wedergeboorte plaats.
De Boeddha zei dat iemand die het nirvana behaald heeft, nog steeds een rest of achterblijfsel heeft. Ook al is de geest compleet onthecht, geest en lichaam functioneren nog steeds in de wereld en zijn er tot op bepaalde hoogte nog steeds van afhankelijk. Bij het overlijden vallen echter de vijf khandhas (lichaam, gevoelens, voorstelling, intenties en bewustzijn) weg en pakt een boeddha of arahant geen nieuw leven op, omdat deze niet gehecht is aan het leven. Ze laten aldus de vijf khandhas definitief achter en behalen zo het compleet nirwana (parinibbana), zonder achterblijfsel. Normale mensen die nog aan het leven gehecht zijn, pakken volgens het boeddhisme na hun dood een nieuw leven op en vervolgen zo hun bestaan in het samsara.
Het parinibbāna verschilt van nirwana doordat het pas bij het overlijden bereikt wordt. In nirwana ervaart de arahant of boeddha nog steeds de gevolgen van vroeger karma, omdat lichaam en geest zich nog in de wereld bevinden en noodzakelijkerwijs in interactie staan met de wereld. De gevolgen van de goede en slechte daden die gedaan werden toen het nibbana en verlichting nog niet behaald waren, worden nog steeds ondervonden.
De Boeddha weigerde vragen te beantwoorden die gericht waren op waar een arahant of boeddha na het overlijden heen gaat, omdat deze vraag niet van toepassing is en slechts gemotiveerd wordt door metafysische speculatie. Hij beantwoordde de vraag soms wel met een wedervraag gebaseerd op de gelijkenis van nirwana met een uitgedoofd vuur; Waar gaat het vuur heen nadat het uitgedoofd is? Gaat het noord, zuid, oost of west?. Het correcte antwoord hierop is dat deze vraag niet van toepassing is en dat hij daarom niet beantwoord kan worden.